# Rejmon Horo
Rejmon Horo (ur. 19 lipca 1970) – bośniacki narciarz alpejski, uczestnik igrzysk olimpijskich jako reprezentant Jugosławii.
Członek kadry Jugosławii podczas Zimowych Igrzysk Olimpijskich 1992 w Albertville. Wystąpił w slalomie i slalomie gigancie, jednak obu konkurencji nie ukończył.
Był trenerem w Kanadzie i Stanach Zjednoczonych. Szkolił również bośniackich zawodników – był członkiem sztabu trenerskiego reprezentacji Bośni i Hercegowiny na Zimowych Igrzyskach Olimpijskich 2010. Jedną z jego podopiecznych jest Elvedina Muzaferija – pierwsza bośniacka narciarka alpejska, która zdobyła punkty Pucharu Świata.